# Lithophyllum alternans
Lithophyllum alternans M. Lemoine, 1929 é o nome botânico de uma espécie de algas vermelhas pluricelulares do gênero Lithophyllum, família Corallinaceae.
- São algas marinhas encontradas nas ilhas de Galápagos.

## Sinonímia
- Goniolithon alternans (M. Lemoine) Setchell & Mason, 1943